# Callicebus moloch
Callicebus moloch är en däggdjursart som först beskrevs av Johann Centurius Hoffmannsegg 1807.  Callicebus moloch ingår i släktet springapor och familjen Pitheciidae. IUCN kategoriserar arten globalt som livskraftig. Inga underarter finns listade. Artepitet i det vetenskapliga namnet syftar på eldens gud hos fenicier och hebréer.
Denna springapa förekommer i Brasilien i delstaterna Pará och Mato Grosso. Utbredningsområdets norra gräns utgörs av Amazonfloden. Habitatet varierar mellan tropiska regnskogar och mera torra landskap.
Individerna blir cirka 800 gram tunga. De har en 29 till 39 cm lång kropps (huvud och bål) och en svanslängd av 33 till 48 cm. Bakfötternas längd är 8,5 till 10 cm och öronen är 2,6 till 3,2 cm långa. Callicebus moloch kan använda händer och fötter som gripverktyg. Tummen och stortån har ungefär samma längd. Pälsens färg varierar mellan olika individer och den kan vara olik på olika kroppsdelar. Det kan finnas brun, grå, rödbrun eller svartaktig päls. På undersidan kan det vara en orange skugga. Arten har långa framtänder i överkäken och hörntänderna liknar framtänder i utseende. Tandformeln är I 2/2 C 1/1 P 3/3 M 3/3, alltså 36 tänder. I ansiktet förekommer bara några glest fördelade hår.
Callicebus moloch har ungefär samma levnadssätt som andra springapor. Flocken består av ett monogamt föräldrapar och deras ungar från olika kullar. De är aktiva på dagen och äter frukter, blad, fågelägg, insekter och andra ryggradslösa djur. Det sociala bandet stärks genom ömsesidig pälsvård och dessutom flätar aporna sina svansar ihop när de sover.
Mellan december och april föds vanligen ett ungdjur. Efter cirka tio månader är ungen lika stor som sina föräldrar. Ungen lämnar flocken efter två eller tre år. Individer i fångenskap blir vanligen 12 år gamla och enskilda individer blev 25 år gamla.